# Jean-Marie Speich

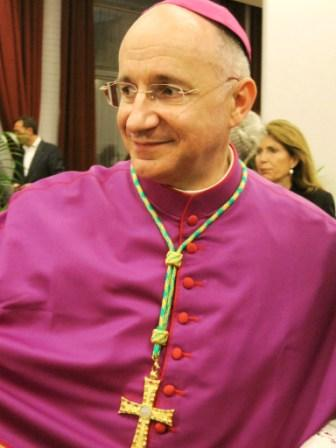
Erzbischof Jean-Marie Speich (2013)

Wappen von Erzbischof Jean-Marie Speich

Jean-Marie Antoine Joseph Speich (* 15. Juni 1955 in Straßburg, Frankreich) ist römisch-katholischer Erzbischof und Diplomat des Heiligen Stuhls.

## Leben
Jean-Marie Speich empfing am 9. Oktober 1982 das Sakrament der Priesterweihe für das Bistum Straßburg. 1986 trat er in den Diplomatischen Dienst des Heiligen Stuhls ein. Er arbeitete in den Nuntiaturen in Deutschland, Haiti, Bolivien, Kanada, Großbritannien, Ägypten, Spanien und Kuba. Seit 2008 leitete er die französischsprachige Abteilung des Staatssekretariats des Heiligen Stuhls.
Am 17. August 2013 ernannte ihn Papst Franziskus zum Titularerzbischof von Sulci und zum Apostolischen Nuntius in Ghana. Der Papst persönlich spendete ihm und Giampiero Gloder am 24. Oktober desselben Jahres die Bischofsweihe. Es war die erste von Franziskus nach seiner Wahl zum Papst gespendete Bischofsweihe. Mitkonsekratoren waren der Erzbischof von Straßburg, Jean-Pierre Grallet, und der Bischof von Padua, Antonio Mattiazzo. Speichs bischöflicher Wahlspruch Wi I Kan (Wie ich kann) ist das seit dem Mittelalter bezeugte elsässische Motto der Straßburger Familie Speich.
Am 19. März 2019 ernannte ihn Papst Franziskus zum Apostolischen Nuntius in Slowenien und zum Apostolischen Delegaten für den Kosovo. Am 12. April 2025 ernannte ihn Papst Franziskus zum Apostolischen Nuntius in den Niederlanden.